# Havelberg
Havelberg è una città tedesca di 6 465 abitanti, nel Land della Sassonia-Anhalt.
Havelberg si fregia del titolo di "città anseatica" (Hansestadt).

## Storia

### Simboli
I simboli della città di Havelberg sono lo stemma (Wappen), la bandiera (Banner) e il sigillo (Siegel).
Stemma
Stadtmauer mit geschlossenem roten Tor, überragt von zwei silbernen Türmen mit roten Spitzdächern
und goldenen Knäufen, zwischen den Türmen schwebend ein roter Adler golden bewehrt.»
Bandiera
Hansestadt Havelberg.»
Sigillo
Dienstsiegelabdruck entspricht. Die Umschrift lautet: "Hansestadt Havelberg".»

## Geografia antropica
Appartengono alla città di Havelberg le frazioni (Ortsteil) di Dahlen, Damerow, Garz, Jederitz, Klein-Damerow, Kuhlhausen, Kümmernitz, Müggenbusch, Nitzow, Toppel, Vehlgast, Waldfrieden e Warnau.
Le frazioni sono raggruppate in "comunità locali" (Ortschaft), secondo lo schema seguente:
| Comunità locale     | Frazioni                                                  |
| ------------------- | --------------------------------------------------------- |
| Jederitz            | Jederitz                                                  |
| Nitzow              | Nitzow, Dahlen                                            |
| Vehlgast-Kümmernitz | Damerow, Klein-Damerow, Kümmernitz, Vehlgast, Waldfrieden |
| Kuhlhausen          | Kuhlhausen                                                |
| Garz                | Garz                                                      |
| Warnau              | Warnau                                                    |

Ogni comunità locale elegge un consiglio locale (Ortschaftsrat).

## Amministrazione

### Gemellaggi
Havelberg è gemellata con:
- Verden (Aller), dal 1990[7]
- Saumur, dal 1991[8]
- Warwick, dal 1997[9]